# Dipoena ocosingo
Dipoena ocosingo là một loài nhện trong họ Theridiidae.
Loài này thuộc chi Dipoena. Dipoena ocosingo được Herbert Walter Levi miêu tả năm 1953.